# Zdenek Wasserbauer
Zdenek Wasserbauer (ur. 15 czerwca 1966 w Novym Měscie na Moravě) – czeski duchowny katolicki, biskup pomocniczy Pragi od 2018.

## Życiorys

### Prezbiterat
Święcenia kapłańskie otrzymał 30 września 1996 i został inkardynowany do archidiecezji praskiej. Po kilkuletnim stażu wikariuszowskim został ojcem duchownym praskiego seminarium. W latach 2010–2015 kierował parafią Najśw. Serca Jezusowego, a w kolejnych latach piastował stanowiska kanclerza kurii i wikariusza generalnego.

### Episkopat
23 stycznia 2018 papież Franciszek mianował go biskupem pomocniczym archidiecezji praskiej, ze stolicą tytularną Buthrotum. Sakry udzielił mu 19 maja 2018 ówczesny metropolita praski – kardynał Dominik Duka.